# Bernard Gouëffic
Bernard Gouëffic, né le 29 janvier 1947 à Saint-Brieuc (Côtes-d'Armor, Bretagne), est un footballeur français. Il évolue au poste de défenseur du milieu des années 1960 au début des années 1980, en tenant le rôle d'entraîneur-joueur lors des dernières saisons.

## Biographie

### Enfance et formation au Stade briochin
Le père  de Bernard Gouëffic, Émile, est auparavant éducateur et entraîneur de l'équipe première du Stade briochin. Bernard intègre le club de sa ville natale à dix ans et y fait toutes ses classes.
En 1966, il participe au seizième de finale de la Coupe Gambardella contre le Red Star à Brest, en lever de rideau du seizième de finale de Coupe de France entre Saint-Brieuc et l'Olympique de Marseille. Les jeunes Bretons l'emportent 6-0. L'équipe junior élimine ensuite celle du Racing Paris. Bernard Gouëffic est alors élève au lycée technique d'État du Vau Méno où il prépare le brevet de technicien. Évoluant comme demi-central, il est repéré par le Stade rennais.

### Remplaçant en D1 avec le Stade rennais
Arrivé en 1966 au Stade rennais, Bernard Gouëffic fait ses débuts en équipe première un an plus tard. Le 4 octobre 1967 à domicile face au FC Metz (0-0), il remplace Victor Mosa. Il joue trois rencontres avec Rennes sur la saison 1967-1968 avant de devoir quitter le club pour effectuer son service militaire.
Ses premières années rennaises entrecoupées d’un passage au bataillon de Joinville. Gouëffic évolue en deuxième division avec l'équipe militaire de décembre 1967 à mars 1969. Pour la suite de la saison 1967-1968, il prend part à 19 rencontres de D2, puis treize sur la partie de l'exercice 1968-1969. En octobre 1968, Bernard Gouëffic fait partie de l'équipe de France disputant les Jeux olympiques. Le Breton joue le troisième match de poule perdu contre la Colombie (1-2), alors que les Bleus sont déjà qualifiés, puis entre en jeu à la place de Gilbert Planté lors de la défaite en quart de finale face au Japon (1-3).
De retour à Rennes, Gouëffic participe à huit matchs de D1 pour la fin de la saison 1968-1969.
À partir de 1969, ce défenseur s’impose comme le premier remplaçant à ce poste, ce qui lui permet d’obtenir un temps de jeu variable. Le 15 mars 1970, Gouëffic marque son seul but avec Rennes lors de la réception de l'Olympique de Marseille (85e, 1-1) pour la 25e journée de Division 1. Le 28 avril 1970, Gouëffic connaît sa seule sélection en équipe de France espoirs en Roumanie (0-0). Cette saison 1969-1970 le voit disputer 22 matchs de championnat et sept de Coupe nationale, son meilleur total avec Rennes.
C’est aussi avec ce statut de remplaçant qu’il participe au parcours victorieux du Stade rennais en Coupe de France 1971, disputant trois matchs mais pas la finale. Additionné à ses seuls dix matchs de championnat, le total tombe à treize rencontres jouées sur la saison 1970-1971.
L'exercice 1971-1972 est pire avec douze matchs disputés.
Le 1er août 1972, Gouëffic prend part au premier match de l'histoire de l'équipe de Bretagne. Gouëffic ne devient titulaire au Stade rennais qu’en 1972-1973, après le départ de Zygmunt Chlosta et la retraite de René Cédolin.

### Division 2 avec Lorient puis Lucé
En 1973, Bernard Gouëffic rejoint le FC Lorient où il prend une place de titulaire en deuxième division durant trois ans. L'équipe manque l'accession de peu en 1974-1975 et 1975-1976.
Pour la saison 1976-1977, Bernard Gouëffic rejoint l'Amicale de Lucé, promu en Division 2. Le défenseur participe à toutes les rencontres de championnat. De plus, il tient le rôle d'entraîneur-joueur à partir du 26 mars 1977 à la suite du départ de Bernard Chiarelli et jusqu'à la fin de saison. Il prend donc une part importante à la quatrième place obtenue par l'équipe.
En 1977-1978, Gouëffic retrouve André Grillon, son entraîneur aux JO de 1968, qui vient diriger l'équipe de Lucé. Bernard joue 32 matchs de championnat et marque son seul but avec Lucé.
Sur l'exercice 1978-1979, le défenseur prend part à 22 matchs de D2.

### Entraîneur-joueur de Lorient et St-Brieuc
En 1979, Bernard Gouëffic fait son retour au FC Lorient descendu jusqu'en Division d'honneur en quelques années après un dépôt de bilan. Il tient le rôle d'entraîneur joueur durant deux saisons.
En 2013, il est toujours engagé auprès des jeunes du Stade briochin. En 2018-2019, il est éducateur sur la plus jeune catégorie (U6-U7).

## Statistiques
| Saison                | Club                   | Championnat           | Championnat | Championnat | Coupe(s) nationale(s) | Coupe(s) nationale(s) | Sélection        | Sélection | Sélection | Total | Total |
| Saison                | Club                   | Division              | M.          | B.          | M.                    | B.                    | Équipe           | M.        | B.        | M.    | B.    |
| 1963-1964             | Stade briochin         | DH                    |             | -           | -                     | -                     | -                | -         | -         | 0     | 0     |
| 1964-1965             | Stade briochin         | DH                    |             | -           | -                     | -                     | -                | -         | -         | 0     | 0     |
| 1965-1966             | Stade briochin         | DH                    |             | -           | -                     | -                     | -                | -         | -         | 0     | 0     |
| Sous-total            | Sous-total             | Sous-total            |             | -           | -                     | -                     | -                | 0         | 0         | 0     | 0     |
| 1966-1967             | Stade rennais UC       | D1                    |             | -           | -                     | -                     | -                | -         | -         | 0     | 0     |
| 1967-0000             | Stade rennais UC       | D1                    | 3           | -           | -                     | -                     | -                | -         | -         | 3     | 0     |
| Sous-total            | Sous-total             | Sous-total            | 3           | 0           | 0                     | 0                     | -                | 0         | 0         | 3     | 0     |
| 1967-1968             | Bataillon de Joinville | D2                    | 19          | -           | -                     | -                     | -                | -         | -         | 19    | 0     |
| 1968-1969             | Bataillon de Joinville | D2                    | 13          | -           | -                     | -                     | France olympique | 2         | -         | 15    | 0     |
| Sous-total            | Sous-total             | Sous-total            | 32          | -           | -                     | -                     | -                | 2         | 0         | 34    | 0     |
| 0000-1969             | Stade rennais UC       | D1                    | 9           | -           | -                     | -                     | -                | -         | -         | 9     | 0     |
| 1969-1970             | Stade rennais UC       | D1                    | 22          | 1           | 7                     | -                     | France espoirs   | 1         | -         | 30    | 1     |
| 1970-1971             | Stade rennais UC       | D1                    | 10          | -           | 3                     | -                     | -                | -         | -         | 13    | 0     |
| 1971-1972             | Stade rennais UC       | D1                    | 11          | -           | 1                     | -                     | -                | -         | -         | 12    | 0     |
| 1972-1973             | Stade rennais FC       | D1                    | 24          | -           | 1                     | -                     | Bretagne         | 1         | -         | 26    | 0     |
| Sous-total            | Sous-total             | Sous-total            | 66          | 1           | 21                    | 0                     | -                | 2         | 0         | 89    | 1     |
| 1973-1974             | FC Lorient             | D2                    | 33          | -           | 3                     | -                     | -                | -         | -         | 36    | 0     |
| 1974-1975             | FC Lorient             | D2                    | 28          | -           | 3                     | -                     | -                | -         | -         | 31    | 0     |
| 1975-1976             | FC Lorient             | D2                    | 32          | -           | 1                     | 1                     | -                | -         | -         | 33    | 1     |
| Sous-total            | Sous-total             | Sous-total            | 93          | 0           | 7                     | 1                     | -                | 0         | 0         | 100   | 1     |
| 1976-1977             | Amicale de Lucé        | D2                    | 34          | -           | -                     | -                     | -                | -         | -         | 34    | 0     |
| 1977-1978             | Amicale de Lucé        | D2                    | 32          | 1           | 3                     | -                     | -                | -         | -         | 35    | 1     |
| 1978-1979             | Amicale de Lucé        | D2                    | 22          | -           | -                     | -                     | -                | -         | -         | 22    | 0     |
| Sous-total            | Sous-total             | Sous-total            | 88          | 1           | 3                     | 0                     | -                | 0         | 0         | 91    | 1     |
| 1979-1980             | FC Lorient             | DH                    | 24          | -           | -                     | -                     | -                | -         | -         | 24    | 0     |
| 1980-1981             | FC Lorient             | DH                    | 18          | -           | -                     | -                     | -                | -         | -         | 18    | 0     |
| Sous-total            | Sous-total             | Sous-total            | 42          | -           | -                     | -                     | -                | 0         | 0         | 42    | 0     |
| Total sur la carrière | Total sur la carrière  | Total sur la carrière | 334         | 2           | 22                    | 1                     | -                | 4         | 0         | 360   | 3     |

## Palmarès
En octobre 1968, Bernard Gouëffic fait partie de l'équipe de France défaite en quart de finale des Jeux olympiques d'été.
C’est avec le statut de remplaçant que le défenseur participe au parcours victorieux du Stade rennais en Coupe de France 1971, disputant trois matchs mais pas la finale.